# Emseloh
Emseloh là một đô thị thuộc huyện Mansfeld-Südharz, Sachsen-Anhalt, Đức. Đô thị Emseloh có diện tích 11,33 km², dân số thời điểm ngày 31 tháng 12 năm 2006 là 611 người.